# نوك أباد جنغليان
نوك أباد جنغليان (بالفارسية: نوک‌آباد جنگلیان) هي قرية تقع في البلدة المركزية في إيران. يقدر عدد سكانها بـ 121 نسمة بحسب إحصاء 2016.